# Wenzel Franz Jäger

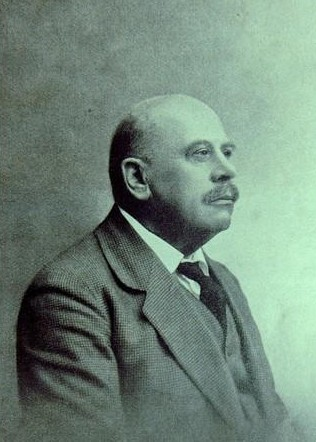
Wenzel Franz Jäger

Wenzel Franz Jäger, auch Franz Wilhelm Jäger (* 4. April 1861 Ringenhain bei Friedland, Bezirk Reichenberg, Kaisertum Österreich; † 8. Dezember 1928 in Raspenau, Tschechoslowakei) war ein deutsch-böhmischer Landschaftsmaler, Zeichner und Illustrator. Auf Grund der Landschaftsbilder aus seiner Heimat wird er auch als „Maler des Isergebirges“ bezeichnet.

## Leben und Wirken
Wenzel Franz Jäger wurde in Ringenhain als Sohn des Metzgers Josef Jäger geboren. Nach der Grundschule besuchte er das Lehrerinstitut in Trautenau  und übernahm 1881 eine Lehrerstelle in Raspenau. Am 22. November 1884 heiratete er Maria Richter, die Tochter von Josef Anton Richter, dem Besitzer der Textilfabrik im benachbarten Luh (Mildenau). Wegen seines künstlerischen Talents und der finanziellen Absicherung durch seine Frau war es ihm möglich, 1891 ein Studium an der Kunstgewerbeschule Wien aufzunehmen. Er studierte bei den Professoren Hans Macht, Andreas Groll (1850–1907) und Rudolf Ribarz (1848–1904). Danach wechselte er an die Akademie der bildenden Künste Wien, wo er 1898 sein Malstudium abschloss. Später ergänzte er seine Studien in Bayern im Meisteratelier des Adolf Hölzel (1853–1934) in der Künstlerkolonie Dachau. Im Jahr 1901 konnte er Bilder in München ausstellen, später auch in Dresden, Wien und Prag. Von 1901 bis 1905 war er Mitglied der Wiener Secession. Auf den Ausstellungen im Wiener Secessionsgebäude wurden seine Bilder neben den Arbeiten von Gustav Klimt, Egon Schiele und anderen renommierten Künstlern gezeigt.
Im Jahr 1902 kehrte er endgültig nach Raspenau zurück und wohnte in der Villa Na Kopečku Nr. 585, die sein Schwiegervater für ihn und seine Frau 1899 errichtet hatte. Dort bildete sich ein gesellschaftliches und künstlerisches Zentrum, das von zahlreichen Künstlern besucht wurde, z. B. von Franz Lehár (1870–1948), Gerhart Hauptmann (1862–1946) und Edvard Munch (1863–1944).

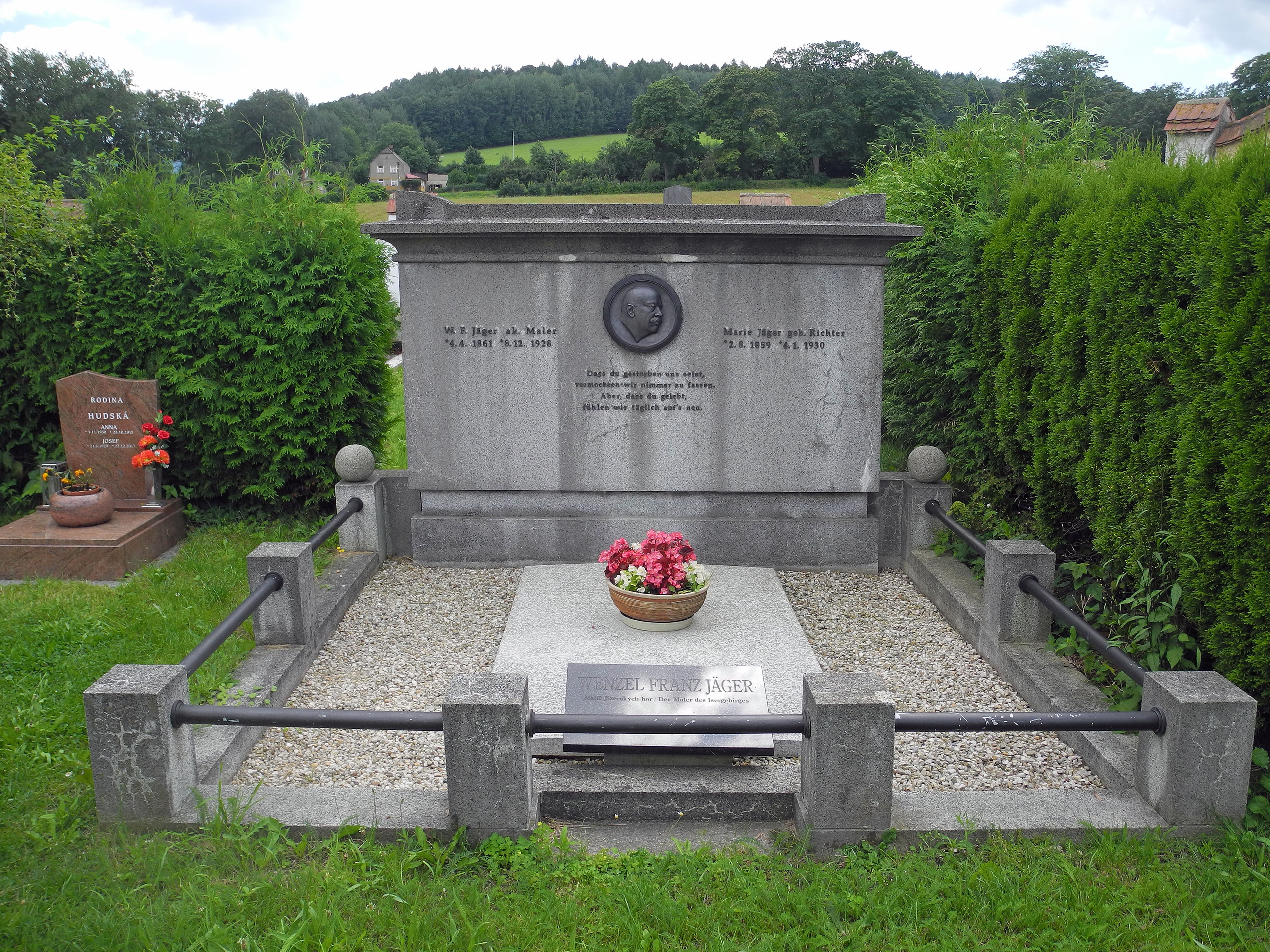
Grabstätte des Malers Wenzel Franz Jäger in Raspenava

Am 8. Dezember 1928 starb er in seinem Atelier an einem Herzinfarkt und wurde auf dem Friedhof von Raspenau beigesetzt. Die Grabstätte existiert noch heute und wurde 2001 restauriert. Da die Ehe kinderlos geblieben war, fiel die Villa an seinen Bruder Josef Jäger. Nach seinem Tode 1929 wurden in einer großen Ausstellung, die der Metznerbund organisiert hatte, mehr als 160 Werke des Künstlers gezeigt. Im Jahr 1932 wurde in Raspenau ein Denkmal errichtet, das 2003 erneuert wurde.
Im Jahr 2001 organisierte die Städtische Galerie in Jablonec nad Nisou die erste Einzelausstellung mit Gemälden von Wenzel Franz Jäger. Weitere seiner Werke wurden im Jahr 2011 in Jablonec nad Nisou in einer Gruppenausstellung zusammen mit Werken von Wilhelm Riedel (1832–1876), Karl Decker (1906–2003), Eduard Enzmann (1882–1965) und Rudolf Prade (1888–1944) gezeigt. 2021 fanden anlässlich seines 160. Geburtstages Ausstellungen seiner Gemälde im Kloster Haindorf (Hejnice) und in der Stadtgalerie in Gablonz (Jablonec) statt.

## Werke
Sein Œuvre umfasst hauptsächlich Landschaftsbilder aus dem Jeschkengebirge und Isergebirge sowie Akte, Tierbilder und Plakate mit dekorativer Note.
Seine Bilder sind in den folgenden Sammlungen vertreten:
- Österreichische Galerie Belvedere Wien
- Nationalgalerie Prag (Národní galerie v Praze)
- Regionalgalerie Liberec (Oblastní galerie Liberec)
- Nordböhmisches Gewerbemuseum (Severočeské muzeum, Liberec)
- Stadtgalerie Jablonec nad Nisou (Městská galerie MY Jablonec nad Nisou)
- Stadtmuseum Friedland (Městské muzeum, Frýdlant)
- Museum Varnsdorf (Muzeum Varnsdorf)

### Auswahl seiner Bilder
- Blick ins Tal (Pohled do údolí), Ölgemälde auf Leinwand, undatiert, 105 × 100 cm, signiert rechts unten, Privatsammlung
- Schloss Friedland (Zámek Frýdlant), undatiert, 95 × 100 cm, signiert links unten, Privatsammlung
- Landschaft mit Fichten (Krajina se smrky), Ölgemälde auf Leinwand, undatiert, 100 × 90 cm, signiert rechts unten, Sammlung der Fa. Lobelich s. r. o. Nové Město pod Smrkem
- Haindorf (Hejnice), Ölgemälde auf Leinwand, undatiert, signiert rechts unten
- Schloss Friedland (Frýdlantský zámek), Lithografie, undatiert, 100 × 70 cm, signiert rechts unten, Privatsammlung
- Christophsgrund (Kryštofovo Údolí), Ölgemälde auf Leinwand, undatiert, 68 × 68 cm, signiert links unten, Privatsammlung
- Abbazia, Ölgemälde auf Leinwand, undatiert, 42 × 49 cm, signiert links unten, Sammlung der Fa. Lobelich s. r. o. Nové Město pod Smrkem
- Volksfest in Friedland (Lidová slavnost ve Frýdlantu), Plakat, dreifarbiger Buchdruck, 723 × 529 cm, 1910, signiert rechts unten, Severočeské muzeum Liberec

## Ausstellungen
Ausstellungen seiner Werke von 1905 bis 1915.
- 1905: XXIII. Ausstellung der Vereinigung Bildender Künstler Österreichs (Secession), Gebäude der Secession, Wien
- 1905: IX. Internationale Kunstausstellung, Königlicher Glaspalast, München
- 1907: Internationale Kunstausstellung Mannheim, Kunsthalle Mannheim
- 1908: Kunstschau Wien 1908, Gebäude der Kunstschau Wien
- 1910: Deutsch-böhmischer Künstlerbund, Rudolfinum, Prag
- 1910: Ausstellung des Deutschen Künstlerbundes, 
Städtisches Ausstellungsgebäude auf der Mathildenhöhe, Darmstadt
- 1912: Deutsch-böhmischer Künstlerbund, Rudolfinum, Prag
- 1913: 73. Jahresausstellung der Künstler-Union in Böhmen, Rudolfinum, Prag
- 1913: Ausstellung des Deutschen Künstlerbundes, Kunsthalle Mannheim
- 1914: Deutsch-böhmischer Künstlerbund, Rudolfinum, Prag
- 1915: Kunstausstellung. Wirtschaftsverband bildender Künstler Österreichs, Räume des Künstlerbundes Hagen, Wien, Zedlitzgasse 4
- 1929: Jäger-Gedächtnis-Ausstellung in der Messehalle Reichenberg
- 2011: Městská galerie MY Jablonec nad Nisou[7]
- 2021: Galerie Hejnice[9] und Městská galerie MY Jablonec nad Nisou

## Bildergalerie

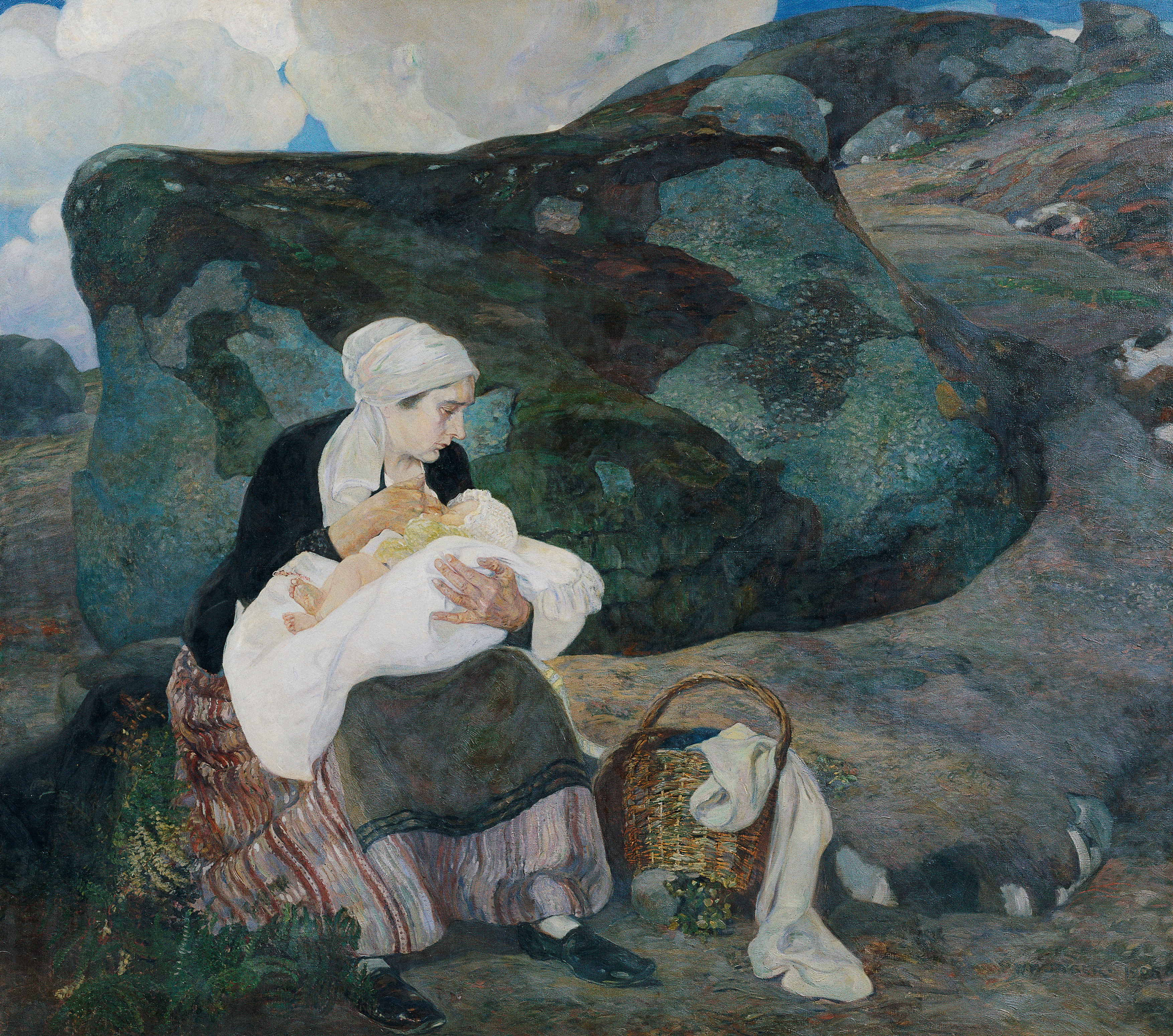
Die Rast von W. F. Jäger (1905)
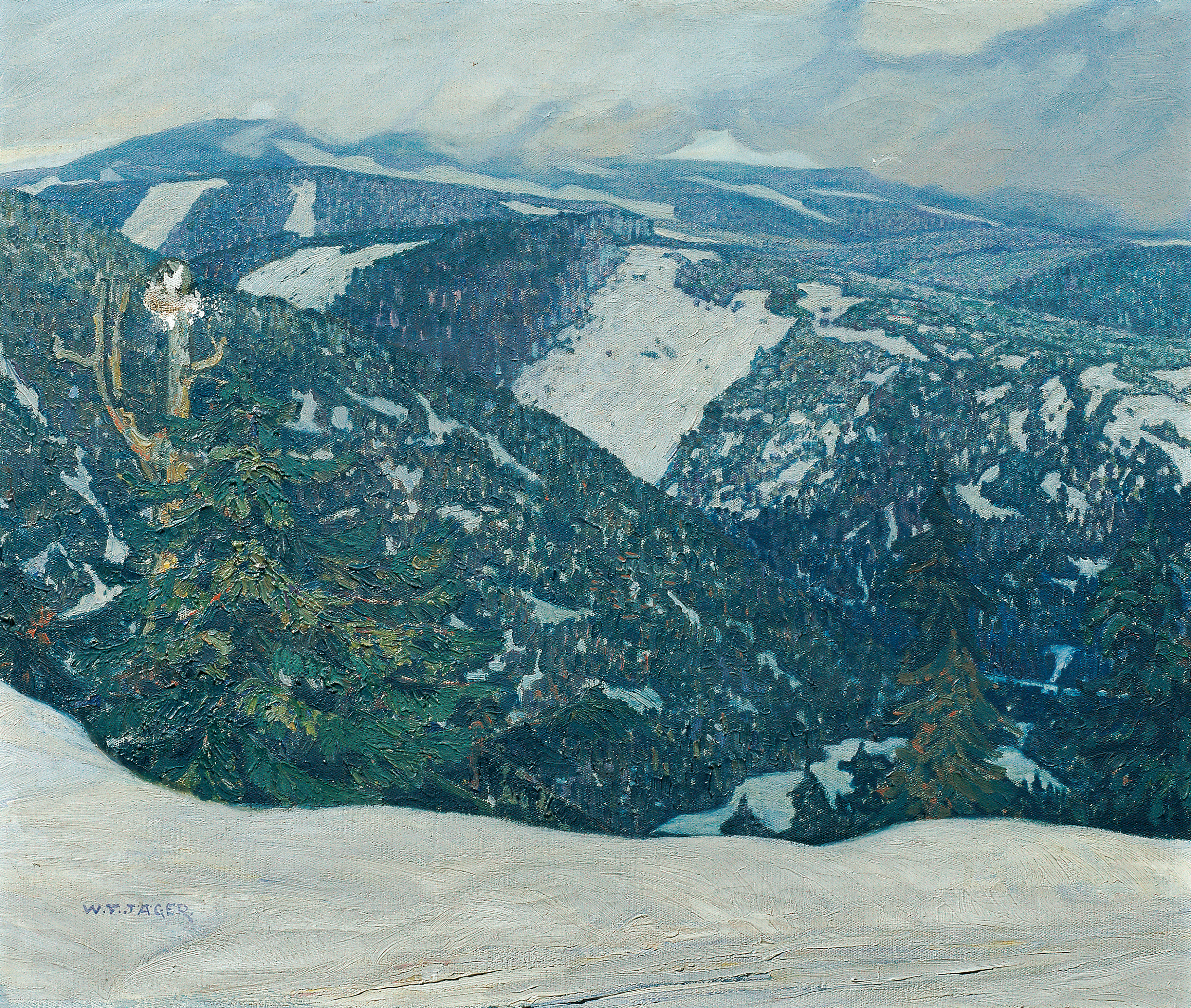
Isergebirgs-Landschaft von W. F. Jäger (um 1915)
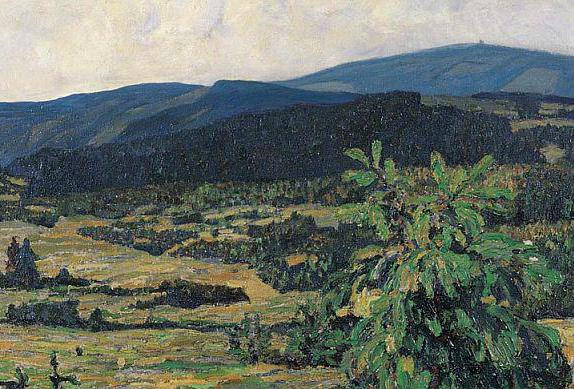
Isergebirgs-Landschaft von W. F. Jäger
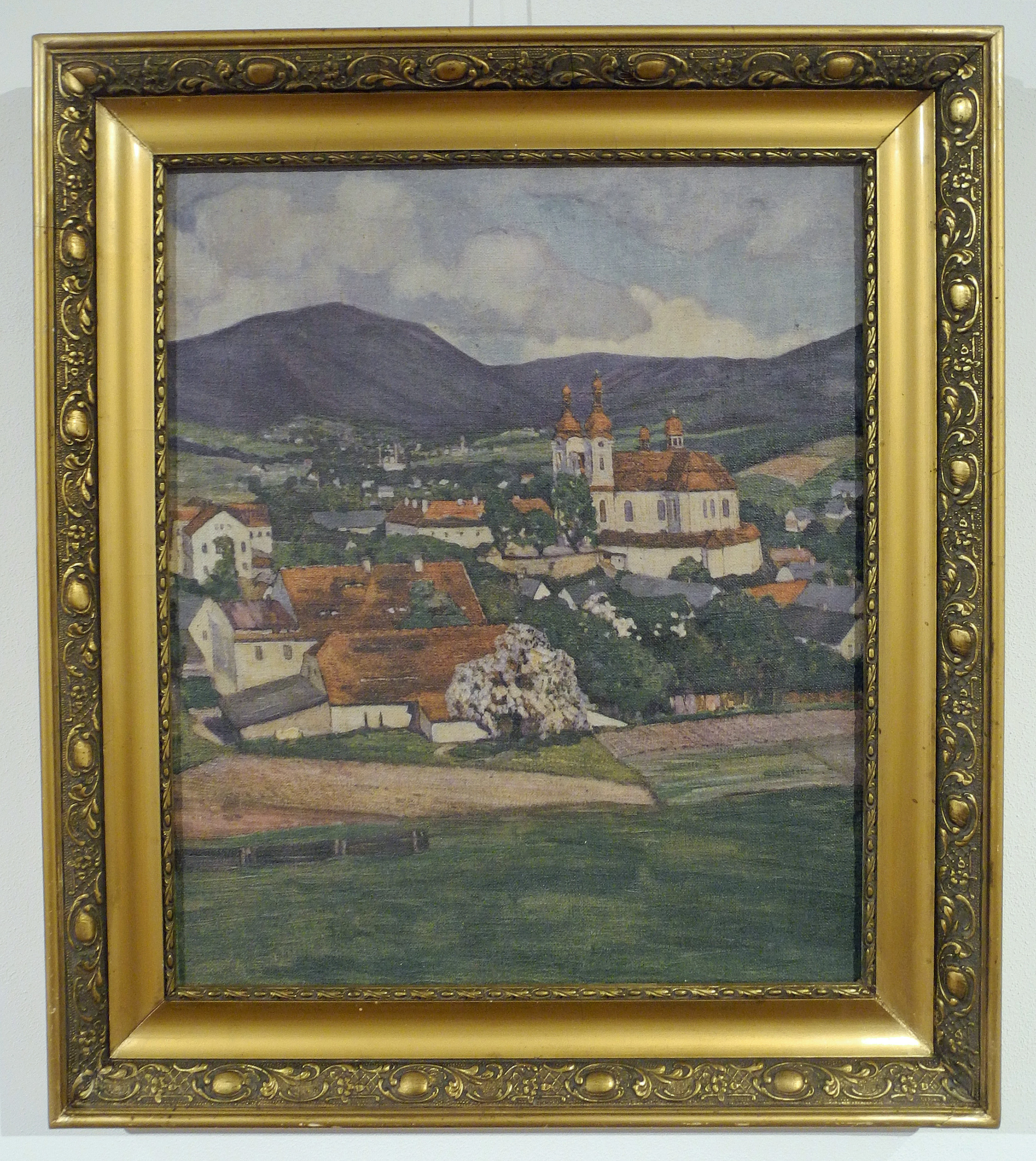
Haindorf von W. F. Jäger
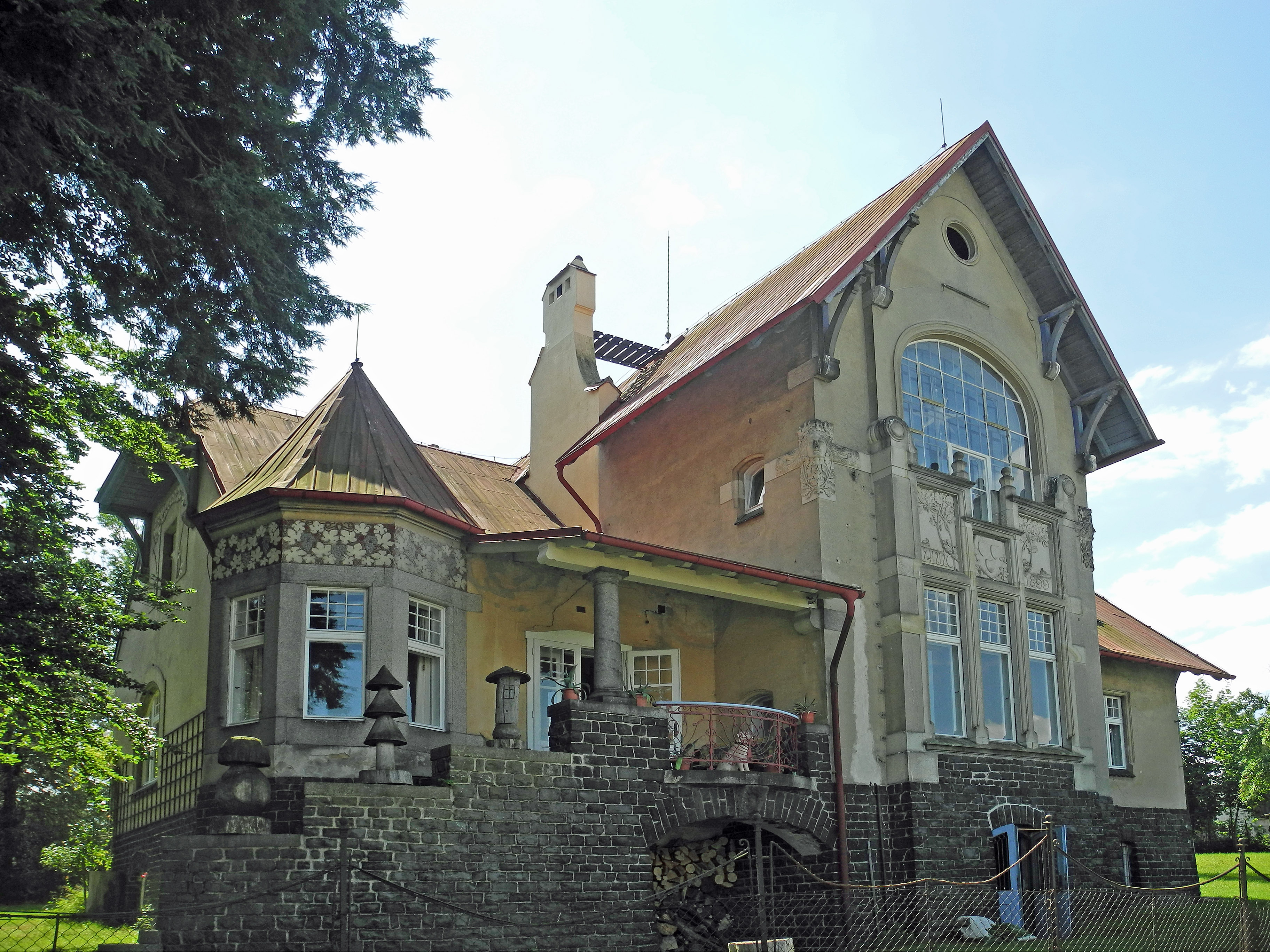
Villa Jäger in Raspenava, Na Kopečku 585 – ehemaliges Wohnhaus des Malers
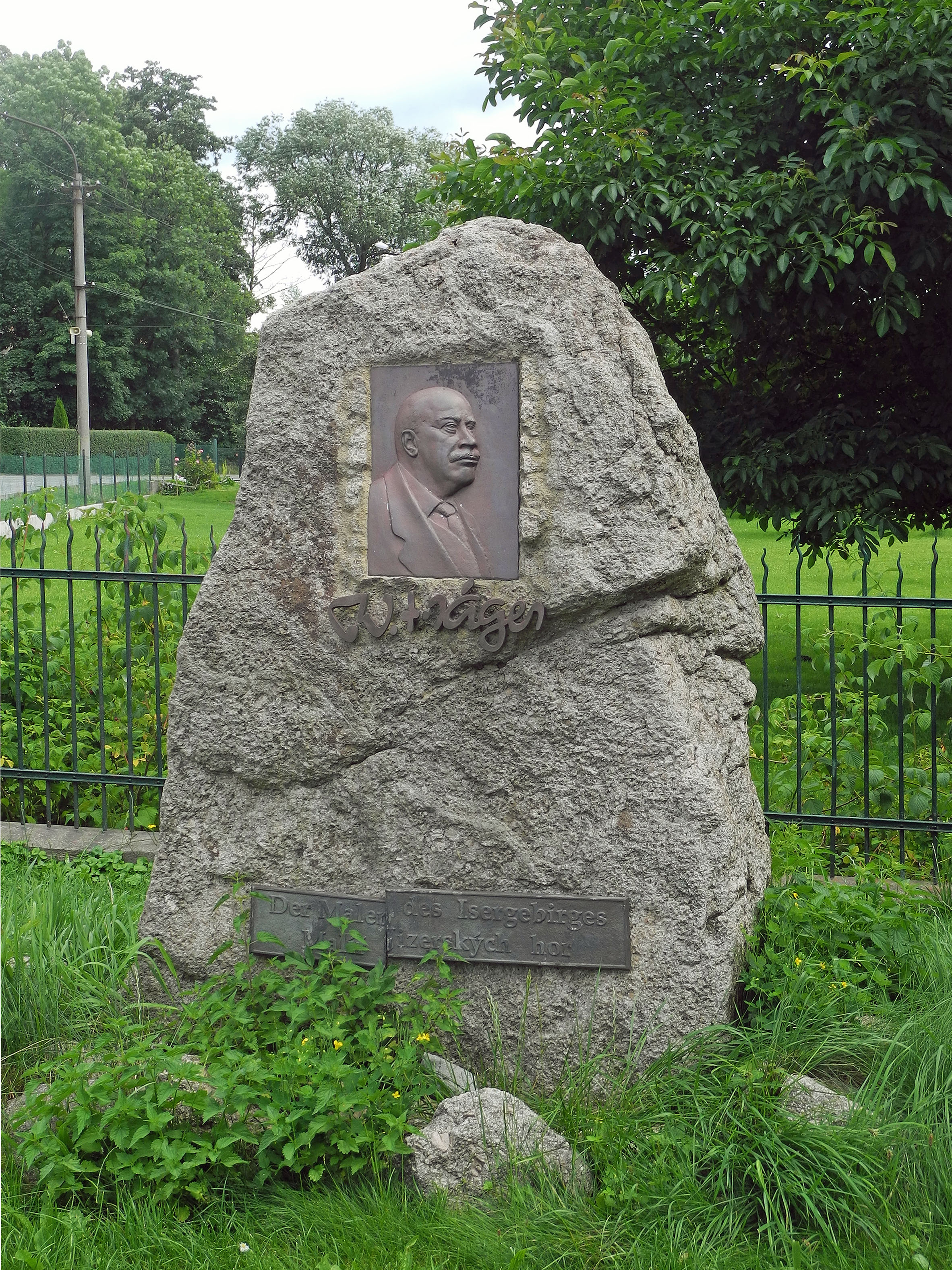
Denkmal für Wenzel Franz Jäger in Raspenava